# متحف مراكش
متحف مراكش هو متحف يقع في وسط مراكش بالقرب من مدرسة بن يوسف الدينية، الذي بني في نهاية القرن التاسع عشر من قبل مهدي منبهي. تم استعادة القصر بعناية من قبل مؤسسة عمر بنجلون وتحويله إلى متحف في عام 1997. المنزل في حد ذاته متحف يمثل العمارة التقليدية، يشمل على حد سواء فنون حديثة وتقليديه جنبا إلى جنب مع الفن المغربي، من كتب تاريخية، فخار، وقطع نقدية مغربيه.

## الموقع
الوصول إلى متحف مراكش غالباً ما يتم عبر الأزقة الملتوية التي قد تنطلق بك من ساحة جامع الفنا، مع ما يحيط بها من تحف أثرية تتجاور في المكان وتقترب إلى بعضها بعضا على صعيد الغنى الثقافي والمضمون الحضاري، أمثال قصر أكفاي ودار بلارج، ومدرسة بن يوسف على بعد خطوات. أما القبة المراكشية فتحفر أرضيتها لتربط العمق التاريخي للمدينة الحمراء بانتظار سياح حملتهم إلى المدينة القديمة مآثر أسر حاكمة تعاقبت على حكم المغرب فشيدت الصوامع والقصور والمارستانات، وامتدت في الجغرافيات المحيطة بها انتصارات عسكرية وبنايات انتهت شاهداً على عظمة ماض زاهر.

## التاريخ
ويعود تاريخ قصر المنبهي، الذي صار يحمل اليوم اسم «متحف مراكش»، إلى القرن التاسع عشر، وكان شيده المهدي المنبهي، وزير الدفاع على عهد السلطان مولاي عبد العزيز (1894 – 1908). وكان المنبهي قد عمل بداية من عام 1901 سفيراً للمغرب لدى كل من ألمانيا وإنجلترا، قبل أن يقود في عام 1903، عبر محاولات متكررة، حملات المخزن (الحكم) ضد الثائر «بوحمارة»، لكن فشله في مهمته أفقده مكانته وحظوته لدى السلطان، وحين سيغادر مراكش في اتجاه طنجة، التي مات بها عام 1941، سيتحول القصر إلى ملكية صهره التهامي الكلاوي باشا مراكش الشهير. وبعد استقلال المغرب، عام 1956، سيتحول القصر إلى ملكية الدولة المغربية، حيث سيحتضن أول مدرسة للبنات بمدينة مراكش.
لكن القصر، نظراً لعدم الاعتناء به، سيفقد توهجه، لتغلق أبوابه سنوات طويلة، حتى جاءت لحظة تحويله إلى متحف.

## الهندسة المعمارية
وتميز قصر المنبهي بأنه شيد على نمط البنايات الحضرية المغربية على مساحة 2000 متر مربع، وكانت تنتظم غرفه الأربع حول صحن مكشوف، فضلاً عن أنه كان يضم حماماً تقليدياً ودويرية وإسطبلاً.
وكان الفناء الرئيسي للقصر، في الأصل، فضاءً مفتوحاً يضم أشجاراً مثمرة تنتظم حولها غرفه الأربع، بينها غرفتان متقابلتان، فيما كانت الأشكال المتنوعة من زليج وجبص وخشب تعكس أصالة وفتنة الفن المعماري المغربي الخالص، وهي أشكال صارت اليوم، تجذب انتباه الزوار، حيث تنسيهم لساعات ضجيج سيارات شارع جليز وصخب ساحة جامع الفنا.
ومع تحويل القصر إلى متحف، تمت تغطية الصحن المكشوف وزين بثريا كبيرة يبلغ وزنها 1200 كيلوغرام.
ويعود فضل تحويل قصر المنبهي إلى متحف مراكش إلى عمر بن جلون، صاحب مؤسسة بن جلون، الذي كان محباً لجمع التحف النادرة من مخطوطات وكتب وحلي ومسكوكات ولوحات فنية وغيرها.
وعمل بن جلون، في عام 1996، باتفاق مع وزارة الثقافة، على ترميم قصر المنبهي وتحويله إلى متحف أعطاه اسم مراكش، أعاد من خلاله كثيراً من الحركة الفنية والثقافية إلى قلب المدينة العتيقة.
ولم يكتف بن جلون بترميم قصر المنبهي وتحويله إلى متحف، بل وقع مع وزارة الثقافة، في عام 1999، اتفاقية تم بموجبها ترميم القبة المرابطية، التي تعود إلى القرن الثاني عشر الميلادي، ومدرسة بن يوسف، التي تعود إلى القرن السادس عشر الميلادي.
وإذا كان الحمام التقليدي يؤرخ لجزء من أسرار البيوت والقصور والمساكن المغربية في ما سبق من تاريخ البلد، فإن الدويرية تتميز بأنها كانت تضم مطابخ القصر. ويقوم المتحف في شكله وهندسته على بهو ومقهى ومكتبة تنفتح على باب تتصدره لوحة رخامية تؤرخ لتاريخ افتتاح المتحف، مع صورة تفصح عن ما بالداخل من روعة وجمال ونقوش وألوان.
ومع أولى خطواته، عند مدخل المتحف مباشرة، تواجه الزائر عبارة باللغة الفرنسية تقول: «الثقافة، الموسيقى... كلها أشياء تمدنا بشيء من السعادة، تماماً كما قال فولتير: قررتُ أن أكون سعيداً لأن ذلك شيء جيد بالنسبة لصحتنا الجسدية والنفسية». وبعد أن يجد الزائر نفسه مأخوذاً بما يؤرخ للفروسية العربية، من خلال بندقية تقليدية وسرج تقليدي بخيوط ذهبية وفضية يعود تاريخهما إلى نهاية القرن التاسع عشر، سيكون عليه أن يتهيأ لساعات من التيه بين تفاصيل معروضات المتحف وروعة المكان. وحتى يأخذ الزائر فرصته كاملة في الجمع بين بهاء المشاهدة ومضمون ما يُعرض تقترح عليه جدادات تعريفية خاصة، يتعرف من خلالها على تاريخ وشكل كل لون فني معروض. والواقع أن متحف مراكش، قبل أن يكون فضاء لعرض التحف، هو في الأصل وواقع الحال، معرض مستقل في حد ذاته، حيث نجول مع زخرفة وألوان تنقلنا لثقافة تعرف بالصانع التقليدي والفن المغربي، ويمكن القول إنه لوحة رسمت حيطاناً وجبساً وخشباً خلال القرن التاسع عشر.

## شهادات
وقال محمد الحسناوي، أحد المسؤولين عن متحف مراكش، لـ«الشرق الأوسط» إن الغالبية العظمى من زوار المتحف هم أجانب، مشيراً إلى أن «نسبة المغاربة الذين يزورون المتحف لا يتعدون واحداً في المائة، أما العرب فإن نسبتهم لا تتعدى واحداً في الألف، معظمهم جزائريون أو تونسيون». والمفارقة، كما يقول الحسناوي إن «المغاربة المقيمون في الخارج، الذين يزورون المتحف، يقومون بذلك باقتراح من الأجانب، سكان بلاد المهجر، ممن سبق لهم أن زاروا المغرب، والذين غالباً ما يتحولون إلى مُعرفين بالثقافة المغربية للمغاربة المقيمين بالخارج، ممن بالكاد يستطيعون الإلمام ببعض من ذاكرة بلدهم التاريخية».
ولاحظ الحسناوي أن بعض المدارس المغربية الخاصة صارت تقترح زيارات على طلابها، تجعلنا بصدد فهم جديد يقوم على تربية الذوق الفني والحرص على زيارة المتاحف. ويرى الحسناوي أن تدني نسبة المغاربة الذين يزورون المتاحف والمنشآت الثقافية والمآثر التاريخية هي مشكلة ثقافية أكثر منها مادية. «فالمغربي الذي يأتي لزيارة مراكش نهاية الأسبوع وخلال العطل مثلاً، قد ينفق 50 درهماً على جلوس بمقهى من دون أن يفكر في زيارة متحف تكلفه عشرين درهماً، فقط». وتوقف الحسناوي كثيراً عند الكيفية التي يتعامل بها الأجانب مع ما يُعرض في المتحف، قائلاً: «بعضهم قد يقضي ساعات متجولاً داخل المتحف، حتى أن منهم من يقف أمام لوحة أو تحفة أكثر من ربع ساعة من دون أن يمل مما يشاهده أو تنتقل عيناه إلى شكل فني آخر».
وجرت العادة أن ينظم متحف مراكش معارض مؤقتة حول محورين رئيسيين هما الفن المعاصر والتراث الثقافي المغربي الإسلامي. وهي معارض غالباً ما تكون ذات مواضيع محددة تتضمن أعمالاً وتحفاً من مجموعة مؤسسة عمر بن جلون ومجموعات عمومية وخاصة، بالإضافة إلى إبداعات الفنانين المعاصرين.